# Tranquillo (nome)
Tranquillo  è un nome proprio di persona italiano maschile.

## Varianti
- Maschili
  - Alterati: Tranquillino[1]
- Femminili: Tranquilla[3]
  - Alterati: Tranquillina

### Varianti in altre lingue
- Latino: Tranquillus[1][2][3]

## Origine e diffusione
Deriva dal nome latino Tranquillus che significa per l'appunto "tranquillo", "quieto", "mite", "sereno"; dal punto di vista semantico, quindi, è analogo al nome Mansueto.
Tipicamente augurale, è accentrato soprattutto in Lombardia e nel Veneto. 

## Onomastico
L'onomastico si può festeggiare in memoria di più santi, alle date seguenti:
- 15 marzo, san Tranquillo, vescovo, morto nel 540, sepolto a Digione[4]
- 6 luglio, san Tranquillino o Tranquillo, padre dei santi Marco e Marcelliano e martire a Roma[2][5][6]
- 5 ottobre, san Tranquilino Ubiarco Robles, sacerdote e martire a Tepatitlán[5]

## Persone

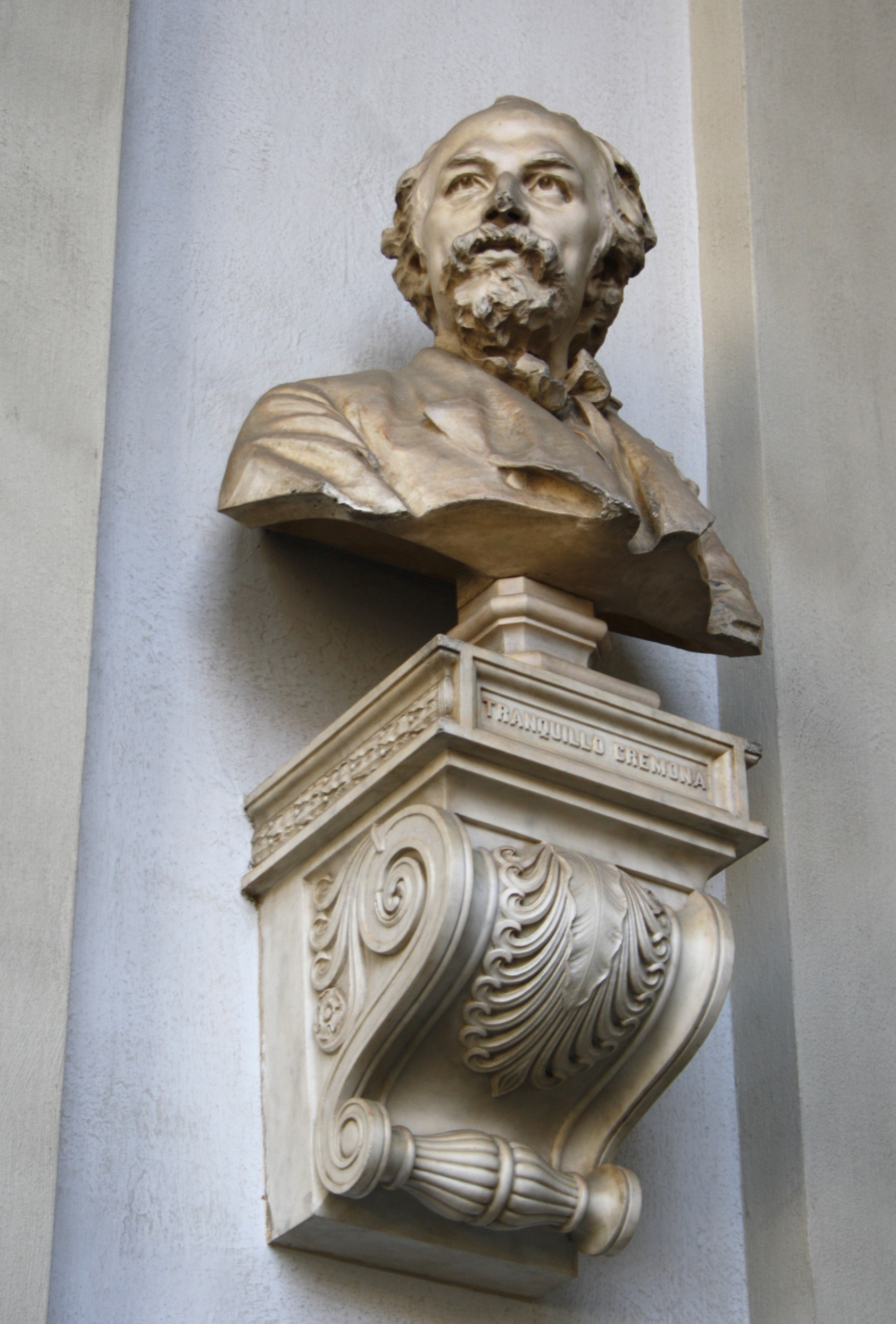
Tranquillo Cremona

- Gaio Svetonio Tranquillo, scrittore romano
- Tranquillo d'Orléans, religioso francese
- Tranquillo Barnetta, calciatore svizzero
- Tranquillo Bianco, attore italiano
- Tranquillo Cremona, pittore italiano
- Tranquillo Giustina, scrittore e poeta italiano
- Tranquillo Marangoni, incisore italiano
- Tranquillo Scudellaro, ciclista su strada italiano
- Tranquillo Zerbi, ingegnere italiano